# Hydriomena grandis
Hydriomena grandis là một loài bướm đêm trong họ Geometridae.